# MTV Video Music Award para Melhor Vídeo de Pop
O MTV Video Music Award para Melhor Pop (em inglês, MTV Video Music Award for Best Pop) foi concedido pela primeira vez em 1999 sob o nome de Melhor Vídeo de Pop, quando a MTV começou a colocar vários artistas de teen pop em alta rotação. As indicações, no entanto, não se limitaram apenas a artistas pop, já que artistas de dance, R&B, pop/rock e reggaeton também receberam indicações ao longo da história do prêmio.
Em 2007, a MTV eliminou este prêmio, junto com todas as categorias de gênero; contudo, o prêmio voltou em 2008. Em 2017, a palavra "Vídeo" foi removida dos nomes de todas as categorias de gênero, deixando este prêmio com seu nome atual: Melhor Pop. Em 2024, a categoria visou apenas artistas, deixando os videoclipes de lado (ao contrário de todas as outras categorias de gênero).
Britney Spears e Taylor Swift foram as artistas que venceram esta categoria mais vezes, tendo ganhado três prêmios cada. Porém, uma vez que na edição de 2024 a categoria não premiou videoclipes, tendo sido vencida por Swift, Spears continua sendo a artista com mais videoclipes premiados nesta categoria. Justin Timberlake também venceu o prêmio três vezes, embora em duas dessas três vezes tenha sido enquanto membro do grupo 'N Sync (Timberlake apenas venceu o prêmio uma vez como artista a solo).
'N Sync, Spears e Swift são os únicos artistas a ganhar o prêmio por dois anos consecutivos. O maior número de indicações pertence a Spears, que foi nomeada sete vezes.

## Vencedores e indicados
Legenda:
     Vencedor(a)

### Década de 1990

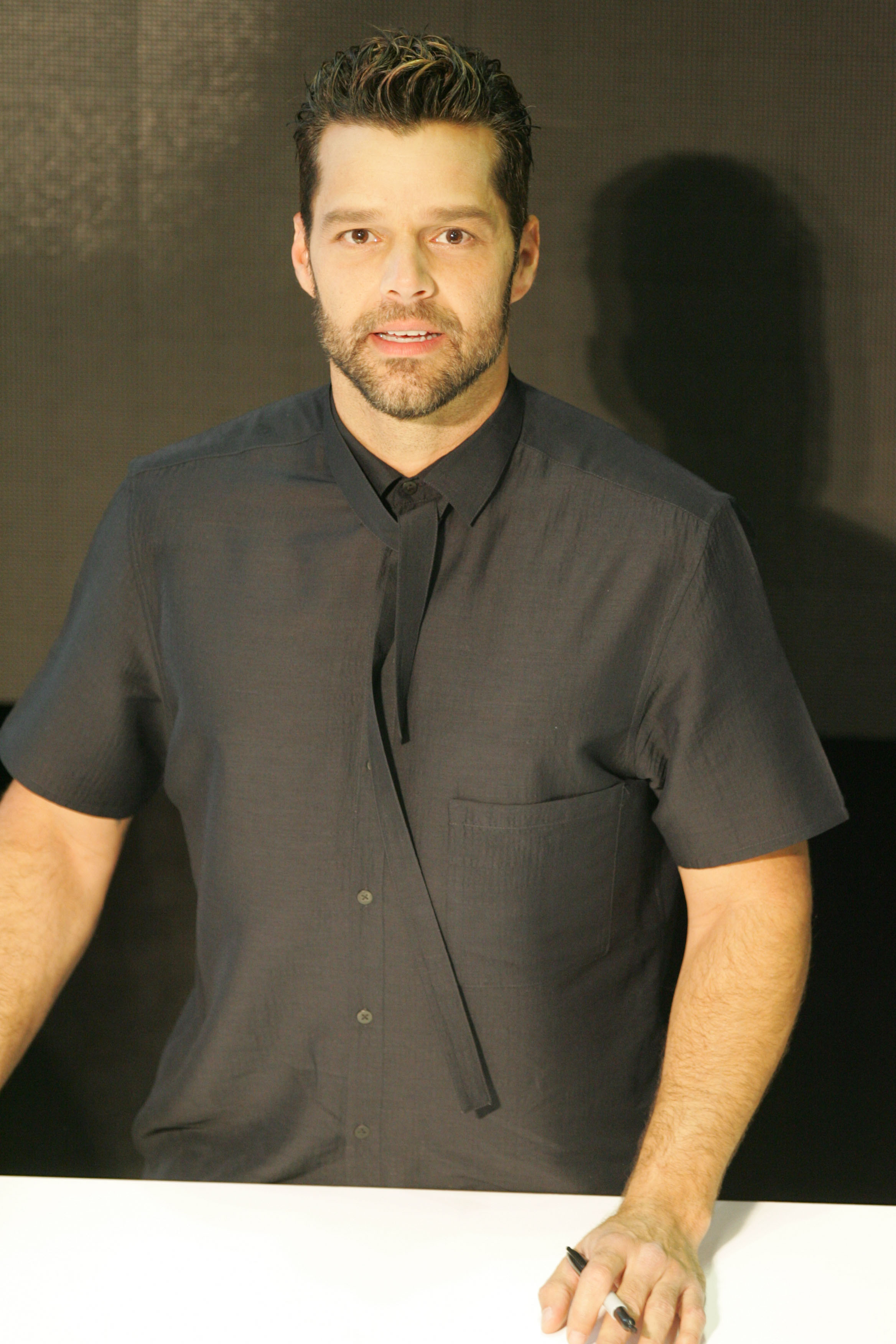
Ricky Martin foi o primeiro vencedor da categoria, em 1999

| Ano  | Artista         | Vídeo                   | Ref.  |
| ---- | --------------- | ----------------------- | ----- |
| 1999 | Ricky Martin    | "Livin' la Vida Loca"   | [ 1 ] |
| 1999 | Backstreet Boys | "I Want It That Way"    | [ 1 ] |
| 1999 | Jennifer Lopez  | "If You Had My Love"    | [ 1 ] |
| 1999 | NSYNC           | "Tearin' Up My Heart"   | [ 1 ] |
| 1999 | Britney Spears  | "...Baby One More Time" | [ 1 ] |

### Década de 2000

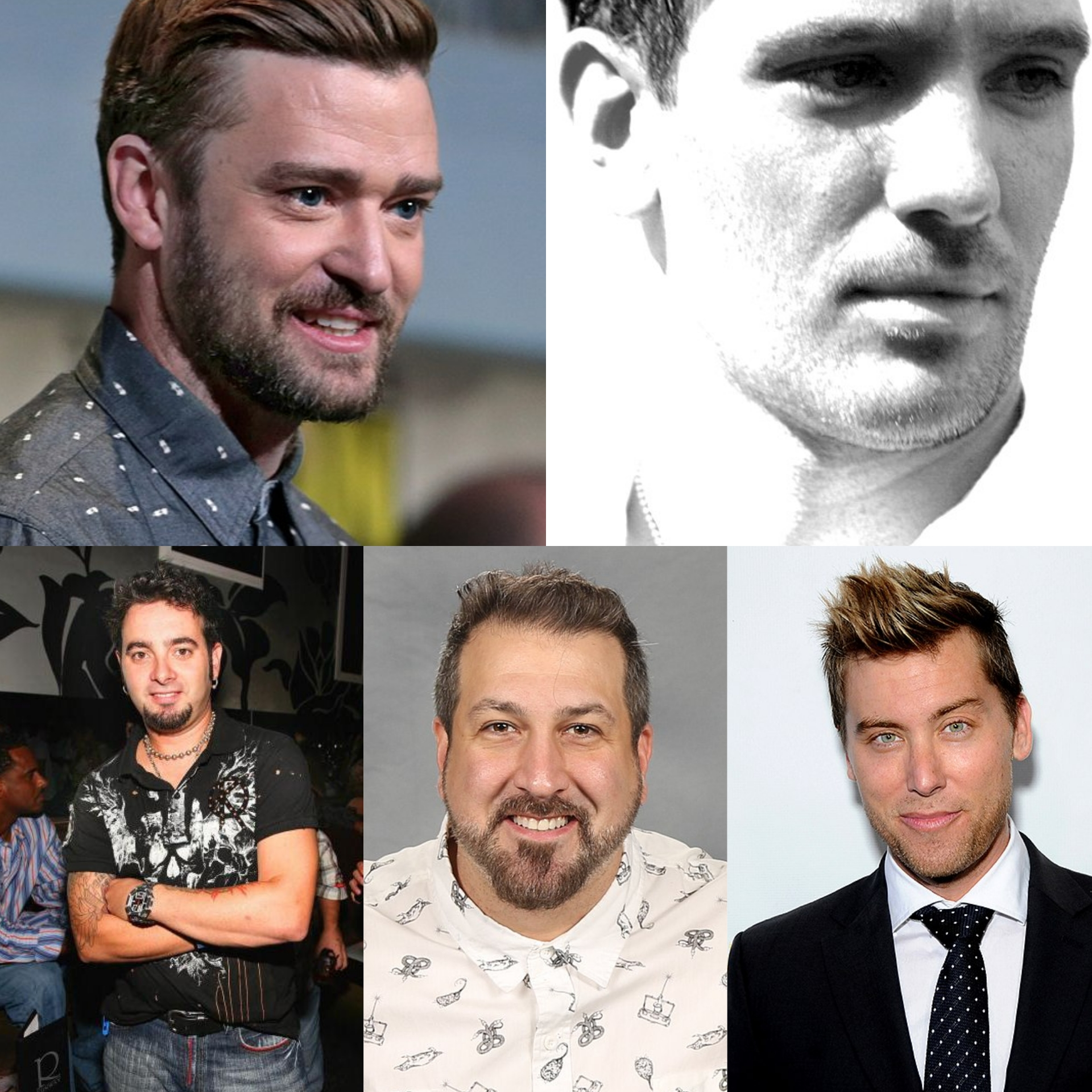
'N Sync venceu os prêmios de 2000 e 2001

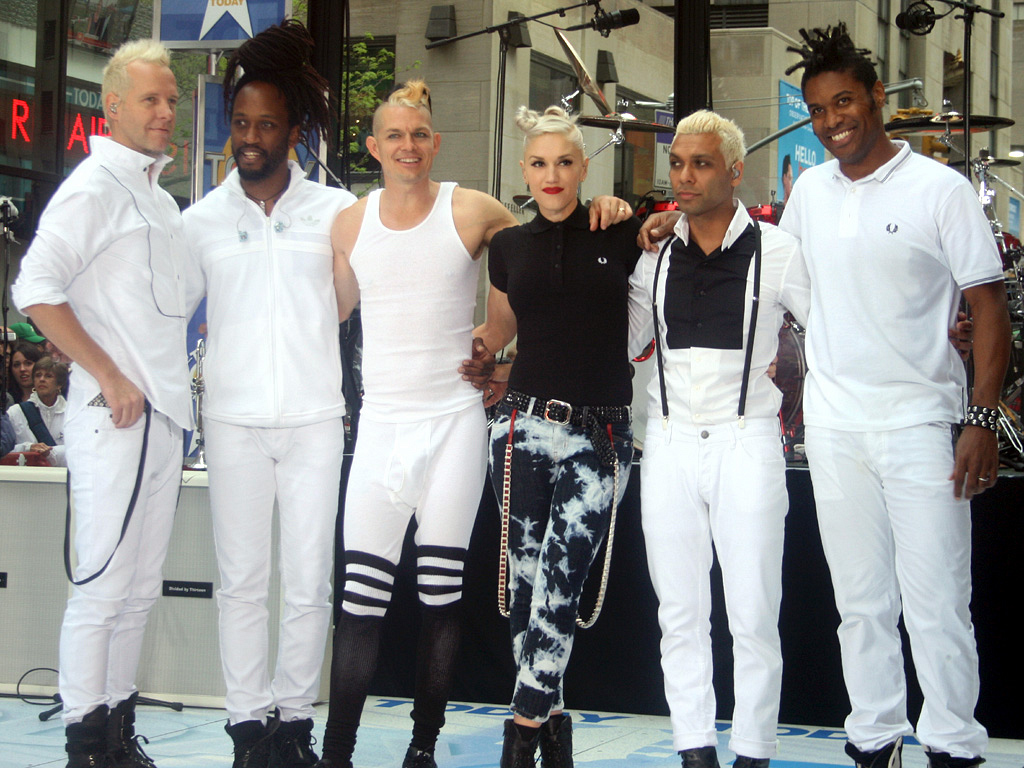
O grupo No Doubt venceu os prêmios de 2002 e 2004

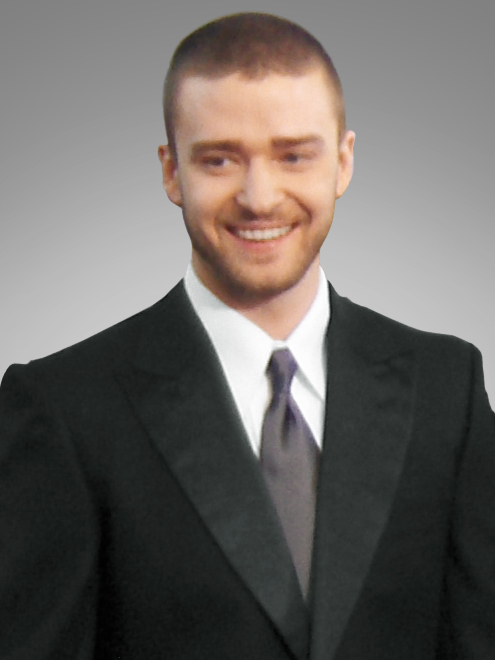
Justin Timberlake venceu o prêmio de 2003

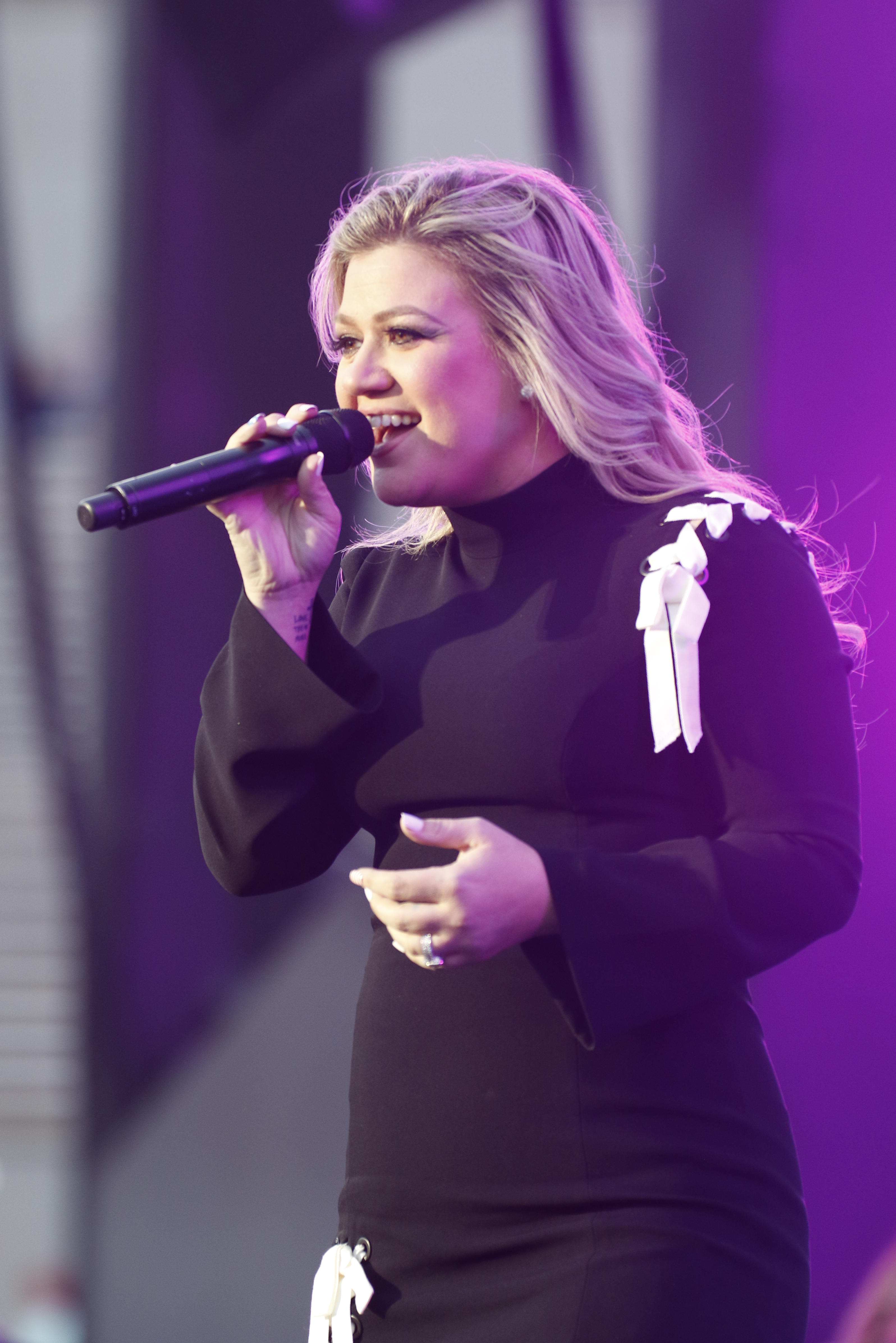
Kelly Clarkson venceu o prêmio de 2005

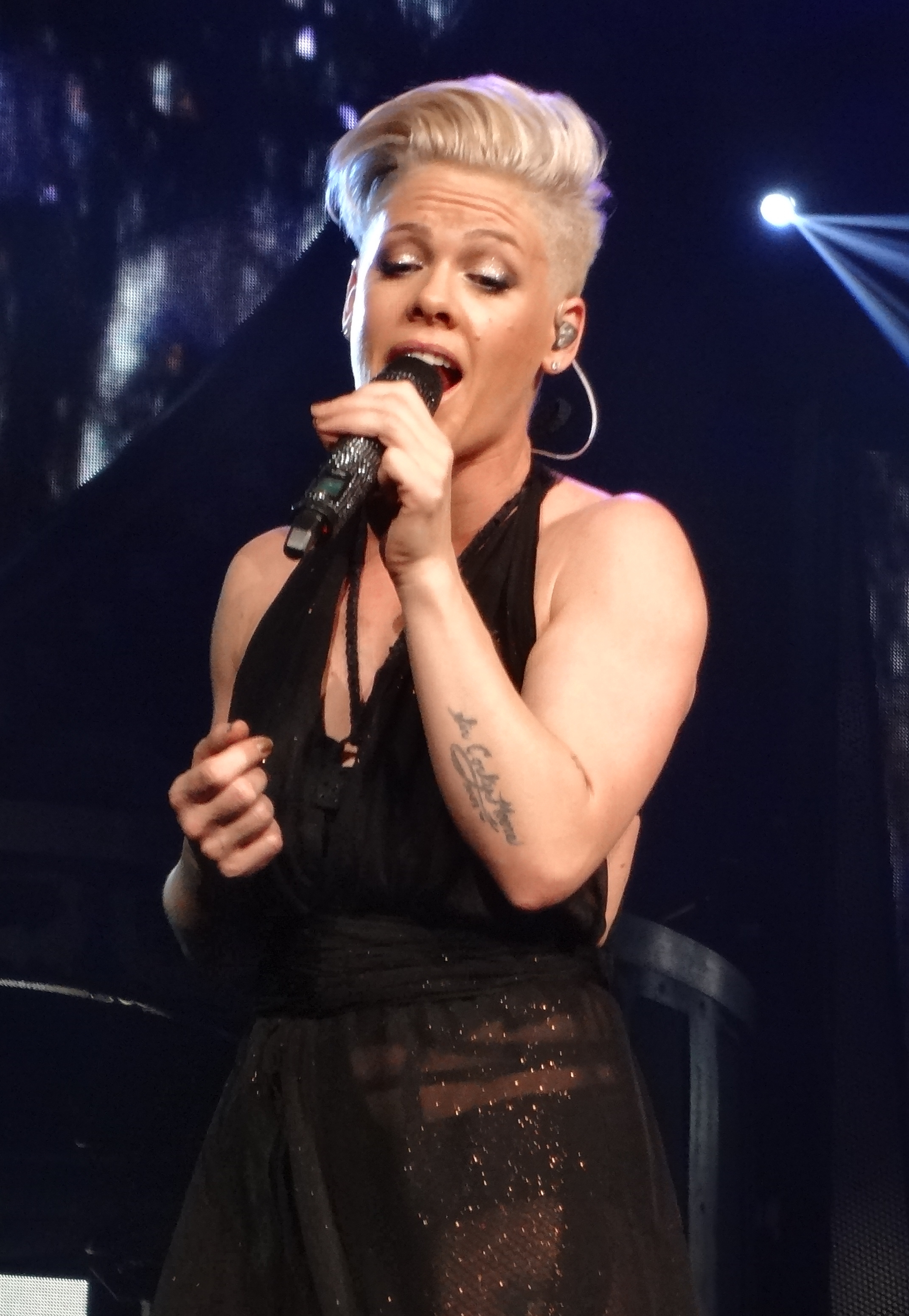
P!nk venceu o prêmio de 2006

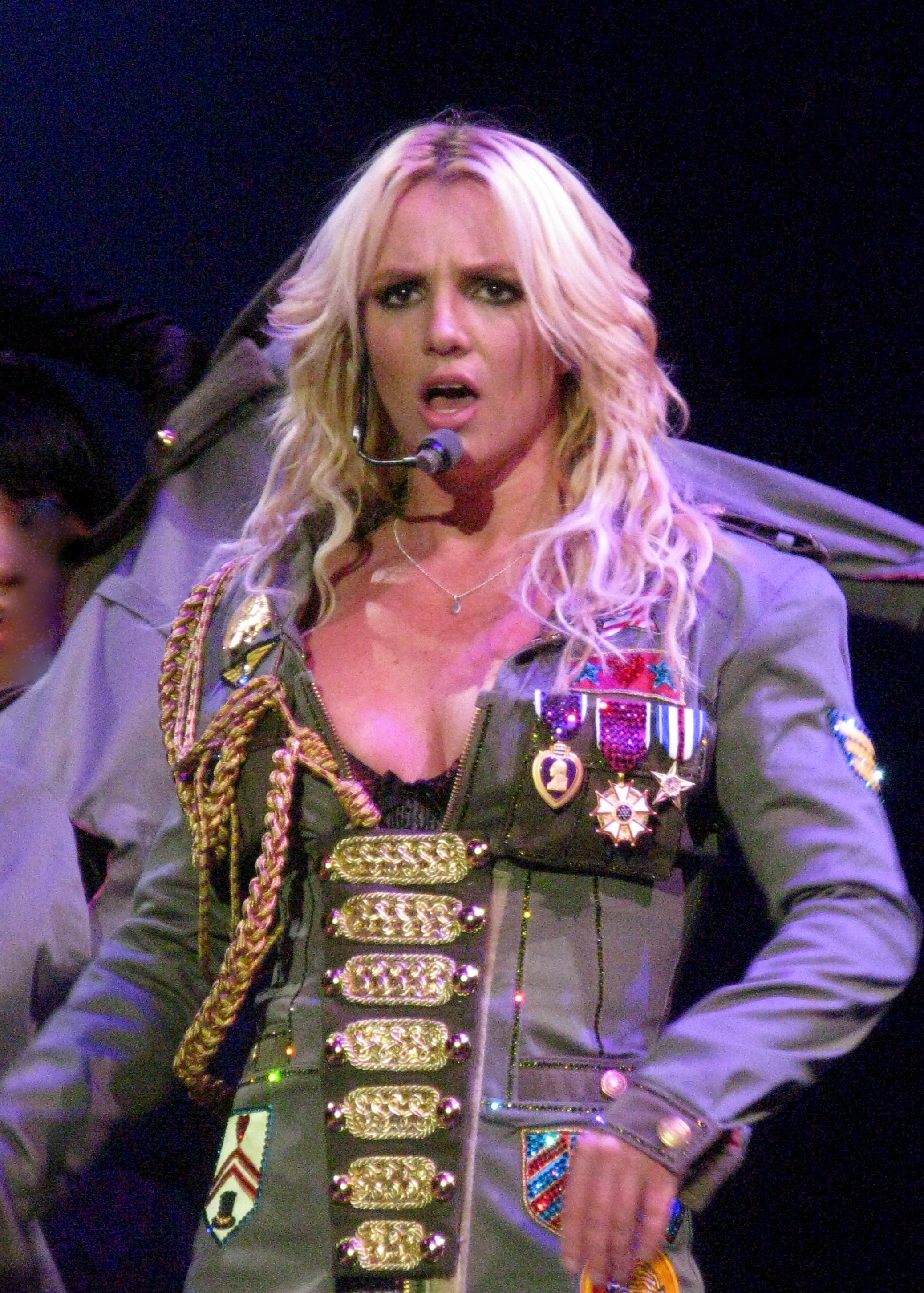
Britney Spears venceu os prêmios de 2008, 2009 e 2011

| Ano  | Artista                                                               | Vídeo                              | Ref.                   |
| ---- | --------------------------------------------------------------------- | ---------------------------------- | ---------------------- |
| 2000 | 'N Sync                                                               | "Bye Bye Bye"                      | [ 2 ]                  |
| 2000 | Christina Aguilera                                                    | "What a Girl Wants"                | [ 2 ]                  |
| 2000 | Blink-182                                                             | "All the Small Things"             | [ 2 ]                  |
| 2000 | Destiny's Child                                                       | "Say My Name"                      | [ 2 ]                  |
| 2000 | Britney Spears                                                        | "Oops!...I Did It Again"           | [ 2 ]                  |
| 2001 | 'N Sync                                                               | "Pop"                              | [ 3 ]                  |
| 2001 | Christina Aguilera, Lil' Kim, Mýa e P!nk (com part. de Missy Elliott) | "Lady Marmalade"                   | [ 3 ]                  |
| 2001 | Backstreet Boys                                                       | "The Call"                         | [ 3 ]                  |
| 2001 | Destiny's Child                                                       | "Survivor"                         | [ 3 ]                  |
| 2001 | Britney Spears                                                        | "Stronger"                         | [ 3 ]                  |
| 2002 | No Doubt (com part. de Bounty Killer)                                 | "Hey Baby"                         | [ 4 ]                  |
| 2002 | Michelle Branch                                                       | "All You Wanted"                   | [ 4 ]                  |
| 2002 | 'N Sync (com part. de Nelly)                                          | "Girlfriend" (Remix)               | [ 4 ]                  |
| 2002 | P!nk                                                                  | "Get the Party Started"            | [ 4 ]                  |
| 2002 | Shakira                                                               | "Whenever, Wherever"               | [ 4 ]                  |
| 2003 | Justin Timberlake                                                     | "Cry Me a River"                   | [ 5 ]                  |
| 2003 | Christina Aguilera (com part. de Redman)                              | "Dirrty"                           | [ 5 ]                  |
| 2003 | Kelly Clarkson                                                        | "Miss Independent"                 | [ 5 ]                  |
| 2003 | Avril Lavigne                                                         | "Sk8er Boi"                        | [ 5 ]                  |
| 2003 | No Doubt (com part. de Lady Saw)                                      | "Underneath It All"                | [ 5 ]                  |
| 2004 | No Doubt                                                              | "It's My Life"                     | [ 6 ]                  |
| 2004 | Hilary Duff                                                           | "Come Clean"                       | [ 6 ]                  |
| 2004 | Avril Lavigne                                                         | "Don't Tell Me"                    | [ 6 ]                  |
| 2004 | Jessica Simpson                                                       | "With You"                         | [ 6 ]                  |
| 2004 | Britney Spears                                                        | "Toxic"                            | [ 6 ]                  |
| 2005 | Kelly Clarkson                                                        | "Since U Been Gone"                | [ 7 ]                  |
| 2005 | Lindsay Lohan                                                         | "Rumors"                           | [ 7 ]                  |
| 2005 | Jesse McCartney                                                       | "Beautiful Soul"                   | [ 7 ]                  |
| 2005 | Ashlee Simpson                                                        | "Pieces of Me"                     | [ 7 ]                  |
| 2005 | Gwen Stefani                                                          | "Hollaback Girl"                   | [ 7 ]                  |
| 2006 | P!nk                                                                  | "Stupid Girls"                     | [ 8 ]                  |
| 2006 | Christina Aguilera                                                    | "Ain't No Other Man"               | [ 8 ]                  |
| 2006 | Nelly Furtado (com part. de Timbaland)                                | "Promiscuous"                      | [ 8 ]                  |
| 2006 | Madonna                                                               | "Hung Up"                          | [ 8 ]                  |
| 2006 | Shakira (com part. de Wyclef Jean)                                    | "Hips Don't Lie"                   | [ 8 ]                  |
| 2007 | Prêmio não apresentado                                                | Prêmio não apresentado             | Prêmio não apresentado |
| 2008 | Britney Spears                                                        | "Piece of Me"                      | [ 9 ]                  |
| 2008 | Danity Kane                                                           | "Damaged"                          | [ 9 ]                  |
| 2008 | Jonas Brothers                                                        | "Burnin' Up"                       | [ 9 ]                  |
| 2008 | Panic! at the Disco                                                   | "Nine in the Afternoon"            | [ 9 ]                  |
| 2008 | Tokio Hotel                                                           | "Ready, Set, Go!"                  | [ 9 ]                  |
| 2009 | Britney Spears                                                        | "Womanizer"                        | [ 10 ]                 |
| 2009 | Beyoncé                                                               | "Single Ladies (Put a Ring on It)" | [ 10 ]                 |
| 2009 | Cobra Starship (com part. de Leighton Meester)                        | "Good Girls Go Bad"                | [ 10 ]                 |
| 2009 | Lady Gaga                                                             | "Poker Face"                       | [ 10 ]                 |
| 2009 | Wisin & Yandel                                                        | "Abusadora"                        | [ 10 ]                 |

### Década de 2010

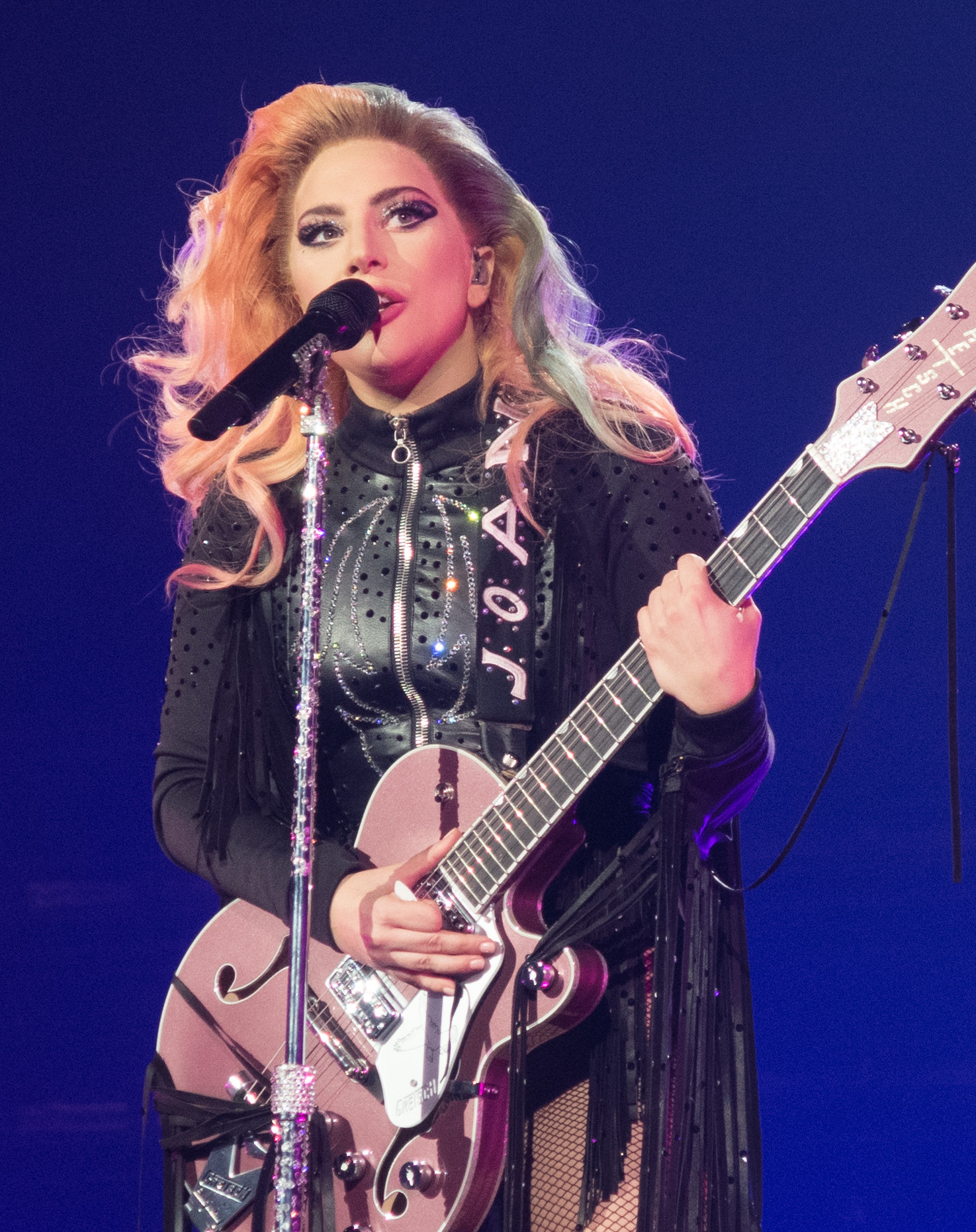
Lady Gaga venceu o prêmio de 2010

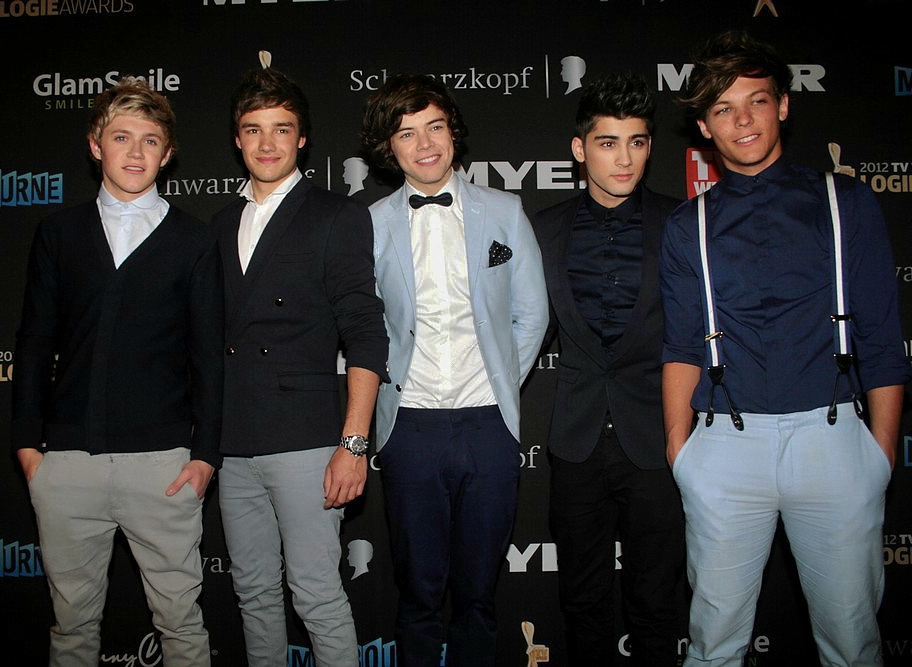
One Direction venceu o prêmio de 2012

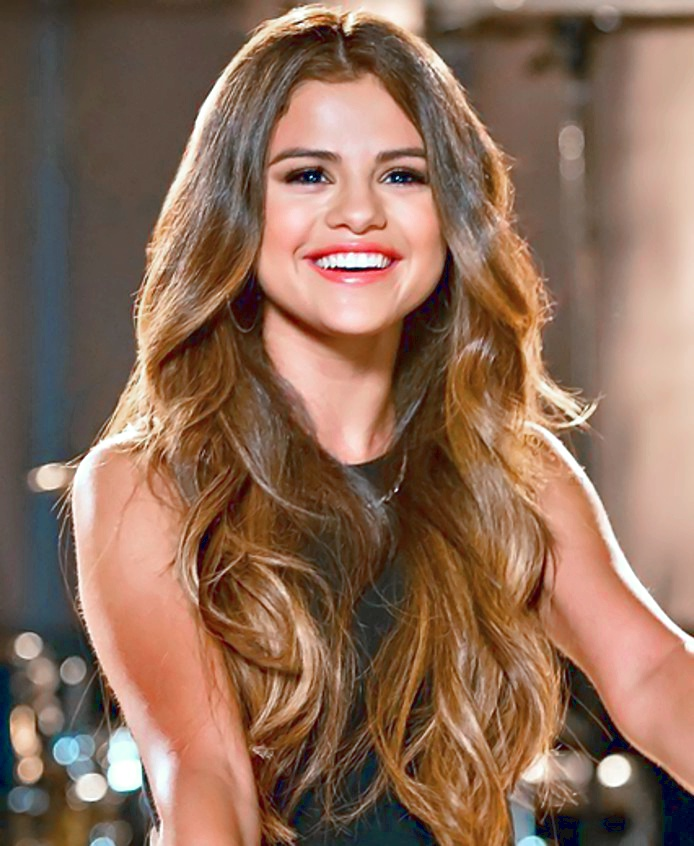
Selena Gomez venceu o prêmio de 2013

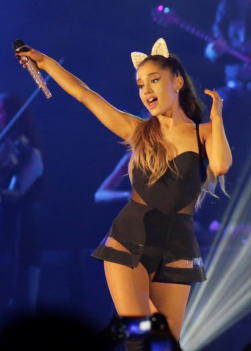
Ariana Grande venceu os prêmios de 2014 e 2018

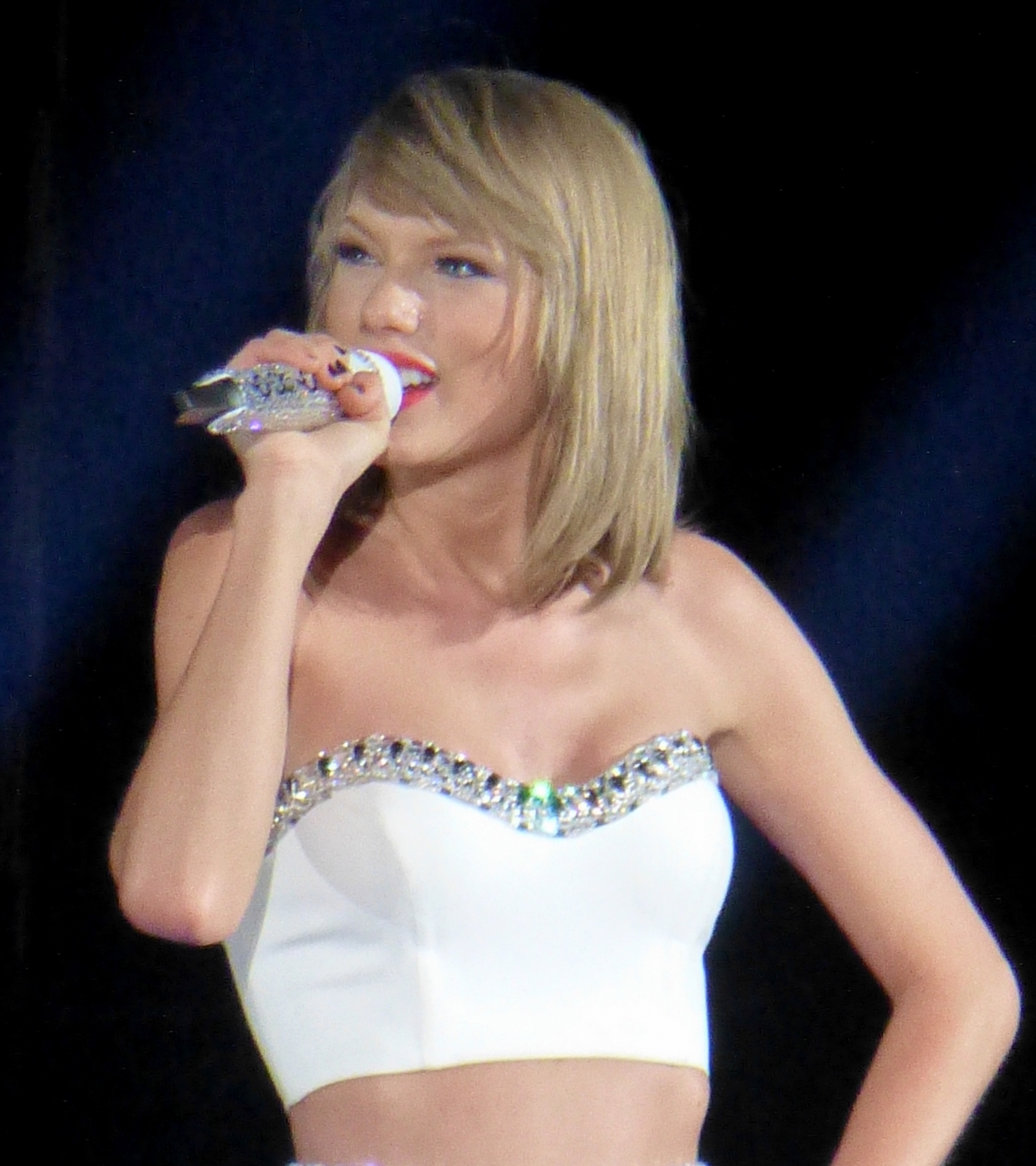
Taylor Swift venceu os prêmios de 2015, 2023 e 2024

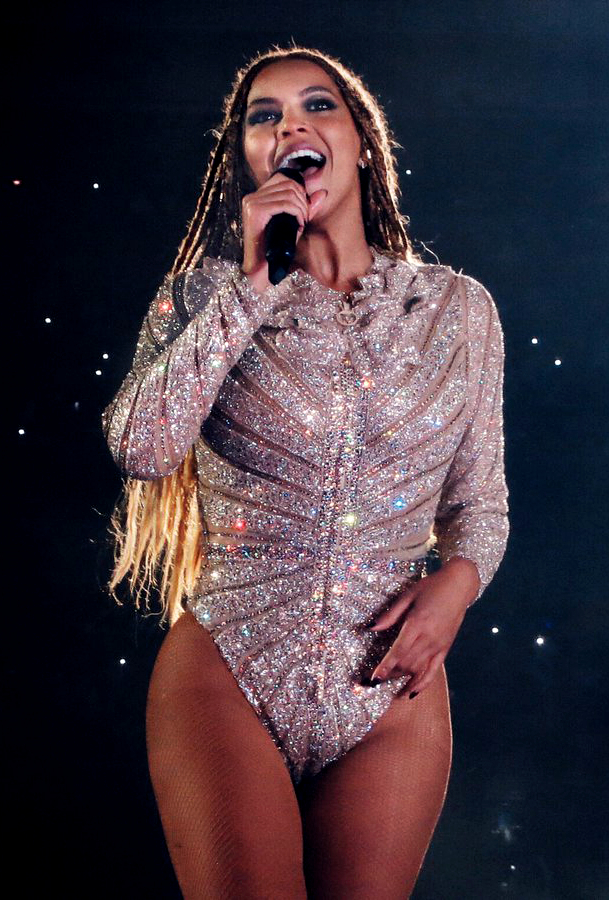
Beyoncé venceu o prêmio de 2016

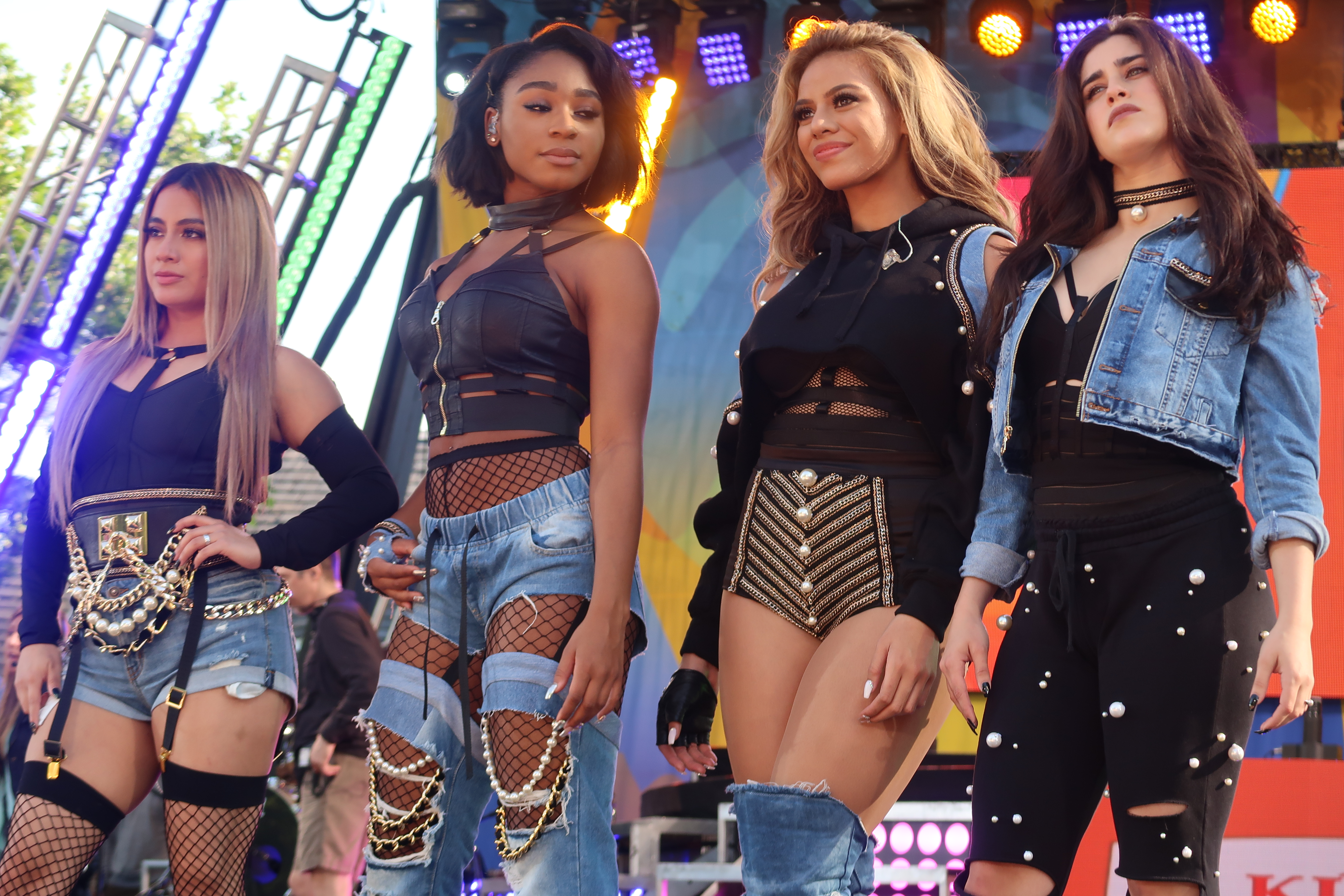
Fifth Harmony venceu o prêmio de 2017

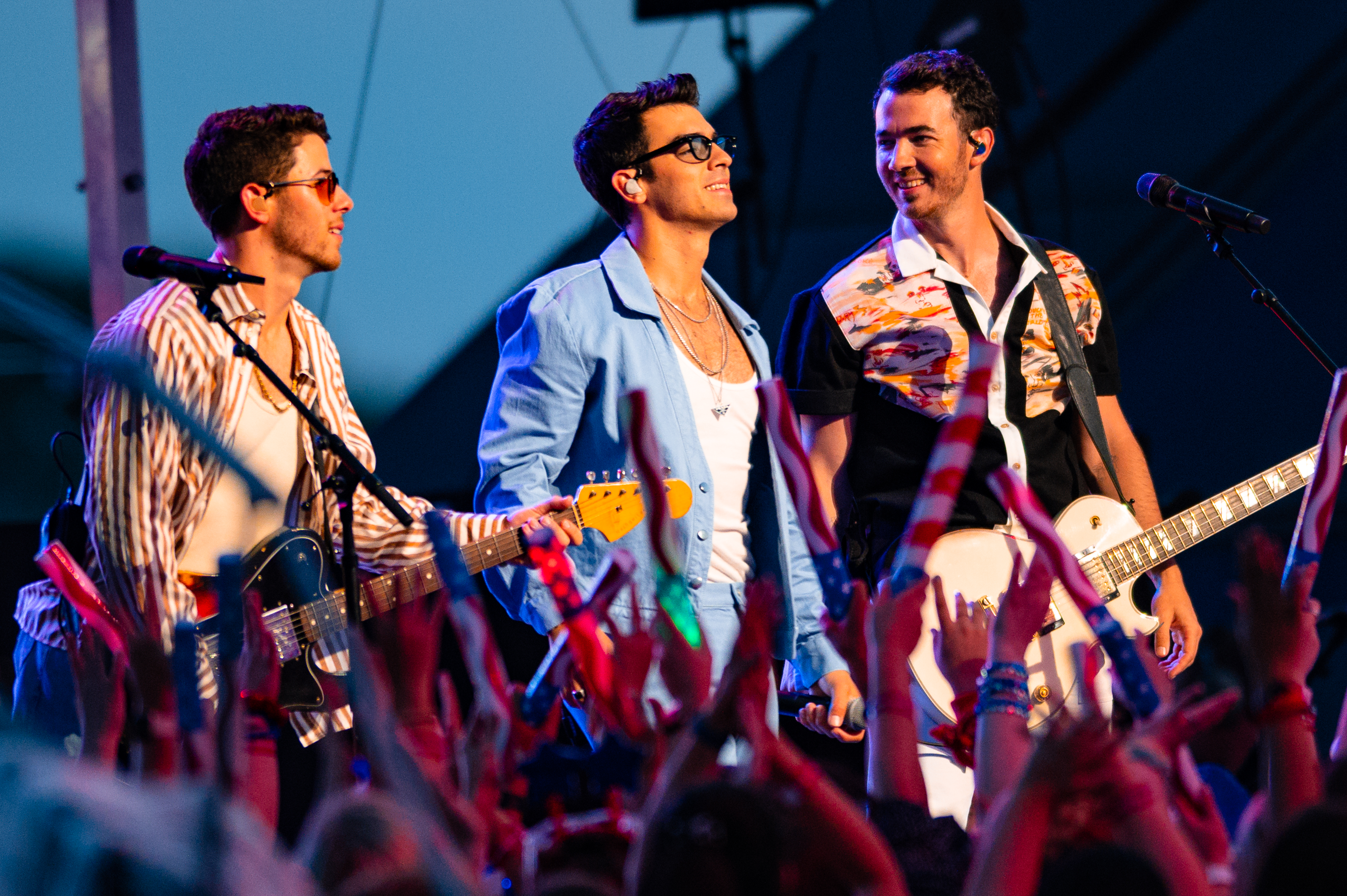
Jonas Brothers venceu o prêmio de 2019

| Ano  | Artista                                        | Vídeo                          | Ref.   |
| ---- | ---------------------------------------------- | ------------------------------ | ------ |
| 2010 | Lady Gaga                                      | "Bad Romance"                  | [ 11 ] |
| 2010 | Beyoncé (com part. de Lady Gaga)               | "Video Phone" (Extended Remix) | [ 11 ] |
| 2010 | B.o.B (com part. de Bruno Mars)                | "Nothin' on You"               | [ 11 ] |
| 2010 | Kesha                                          | "Tik Tok"                      | [ 11 ] |
| 2010 | Katy Perry (com part. de Snoop Dogg)           | "California Gurls"             | [ 11 ] |
| 2011 | Britney Spears                                 | "Till the World Ends"          | [ 12 ] |
| 2011 | Adele                                          | "Rolling in the Deep"          | [ 12 ] |
| 2011 | Bruno Mars                                     | "Grenade"                      | [ 12 ] |
| 2011 | Katy Perry                                     | "Last Friday Night (T.G.I.F.)" | [ 12 ] |
| 2011 | Pitbull (com part. de Ne-Yo, Nayer e Afrojack) | "Give Me Everything"           | [ 12 ] |
| 2012 | One Direction                                  | "What Makes You Beautiful"     | [ 13 ] |
| 2012 | Justin Bieber                                  | "Boyfriend"                    | [ 13 ] |
| 2012 | Fun (com part. de Janelle Monáe)               | "We Are Young"                 | [ 13 ] |
| 2012 | Maroon 5 (com part. de Wiz Khalifa)            | "Payphone"                     | [ 13 ] |
| 2012 | Rihanna (com part. de Calvin Harris)           | "We Found Love"                | [ 13 ] |
| 2013 | Selena Gomez                                   | "Come & Get It"                | [ 14 ] |
| 2013 | Miley Cyrus                                    | "We Can't Stop"                | [ 14 ] |
| 2013 | Fun                                            | "Carry On"                     | [ 14 ] |
| 2013 | Bruno Mars                                     | "Locked Out of Heaven"         | [ 14 ] |
| 2013 | Justin Timberlake                              | "Mirrors"                      | [ 14 ] |
| 2014 | Ariana Grande (com part. de Iggy Azalea)       | "Problem"                      | [ 15 ] |
| 2014 | Avicii (com part. de Aloe Blacc)               | "Wake Me Up"                   | [ 15 ] |
| 2014 | Iggy Azalea (com part. de Charli XCX)          | "Fancy"                        | [ 15 ] |
| 2014 | Jason Derulo (com part. de 2 Chainz)           | "Talk Dirty"                   | [ 15 ] |
| 2014 | Pharrell Williams                              | "Happy"                        | [ 15 ] |
| 2015 | Taylor Swift                                   | "Blank Space"                  | [ 16 ] |
| 2015 | Beyoncé                                        | "7/11"                         | [ 16 ] |
| 2015 | Maroon 5                                       | "Sugar"                        | [ 16 ] |
| 2015 | Mark Ronson (com part. de Bruno Mars)          | "Uptown Funk"                  | [ 16 ] |
| 2015 | Ed Sheeran                                     | "Thinking Out Loud"            | [ 16 ] |
| 2016 | Beyoncé                                        | "Formation"                    | [ 17 ] |
| 2016 | Adele                                          | "Hello"                        | [ 17 ] |
| 2016 | Justin Bieber                                  | "Sorry"                        | [ 17 ] |
| 2016 | Alessia Cara                                   | "Wild Things"                  | [ 17 ] |
| 2016 | Ariana Grande                                  | "Into You"                     | [ 17 ] |
| 2017 | Fifth Harmony (com part. de Gucci Mane)        | "Down"                         | [ 18 ] |
| 2017 | Miley Cyrus                                    | "Malibu"                       | [ 18 ] |
| 2017 | Shawn Mendes                                   | "Treat You Better"             | [ 18 ] |
| 2017 | Katy Perry (com part. de Skip Marley)          | "Chained to the Rhythm"        | [ 18 ] |
| 2017 | Ed Sheeran                                     | "Shape of You"                 | [ 18 ] |
| 2017 | Harry Styles                                   | "Sign of the Times"            | [ 18 ] |
| 2018 | Ariana Grande                                  | "No Tears Left to Cry"         | [ 19 ] |
| 2018 | Camila Cabello (com part. de Young Thug)       | "Havana"                       | [ 19 ] |
| 2018 | Demi Lovato                                    | "Sorry Not Sorry"              | [ 19 ] |
| 2018 | Shawn Mendes                                   | "In My Blood"                  | [ 19 ] |
| 2018 | P!nk                                           | "What About Us"                | [ 19 ] |
| 2018 | Ed Sheeran                                     | "Perfect"                      | [ 19 ] |
| 2019 | Jonas Brothers                                 | "Sucker"                       | [ 20 ] |
| 2019 | 5 Seconds of Summer                            | "Easier"                       | [ 20 ] |
| 2019 | Cardi B e Bruno Mars                           | "Please Me"                    | [ 20 ] |
| 2019 | Billie Eilish                                  | "Bad Guy"                      | [ 20 ] |
| 2019 | Ariana Grande                                  | "Thank U, Next"                | [ 20 ] |
| 2019 | Khalid                                         | "Talk"                         | [ 20 ] |
| 2019 | Taylor Swift                                   | "You Need to Calm Down"        | [ 20 ] |

### Década de 2020

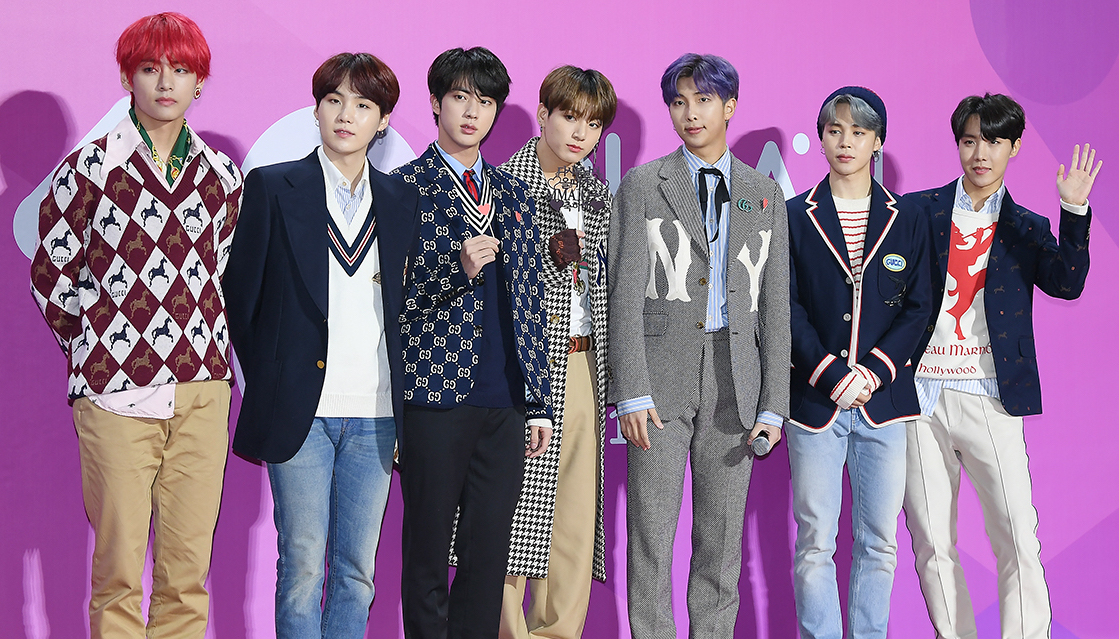
BTS venceu o prêmio de 2020

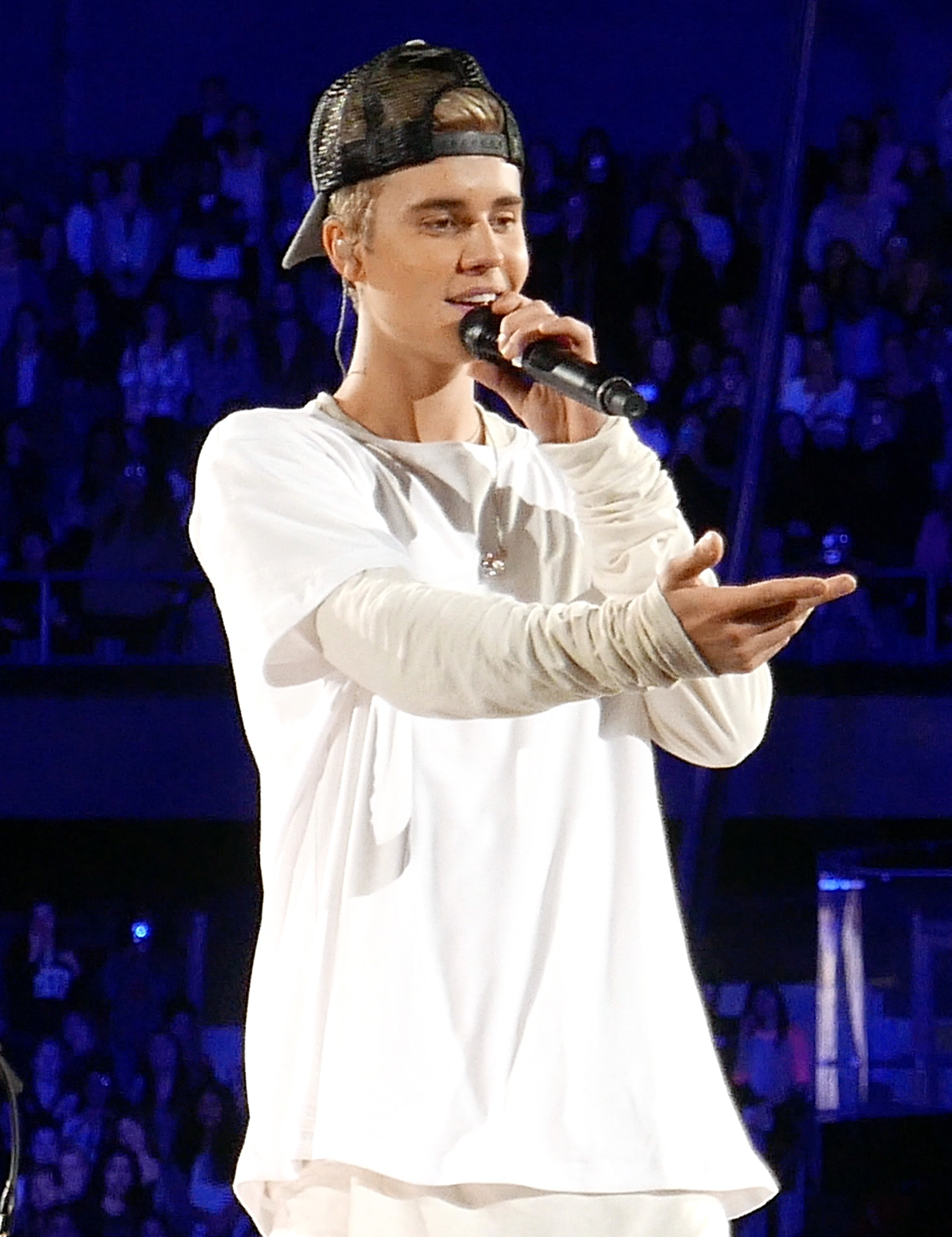
Justin Bieber venceu o prêmio de 2021

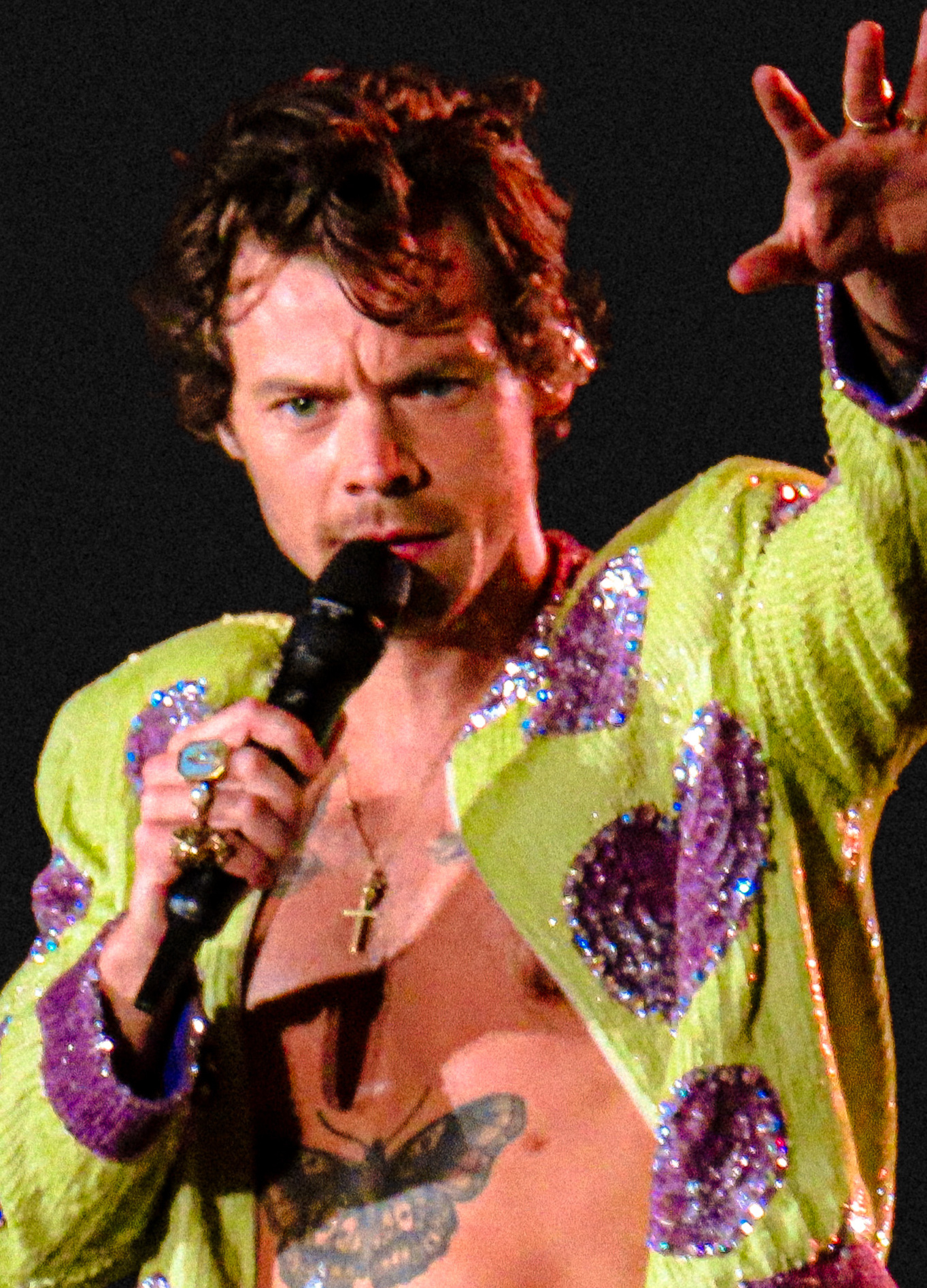
Harry Styles venceu o prêmio de 2022

| Ano  | Artista                                             | Vídeo                        | Ref.   |
| ---- | --------------------------------------------------- | ---------------------------- | ------ |
| 2020 | BTS                                                 | "On"                         | [ 21 ] |
| 2020 | Justin Bieber (com part. de Quavo)                  | "Intentions"                 | [ 21 ] |
| 2020 | Halsey                                              | "You Should Be Sad"          | [ 21 ] |
| 2020 | Jonas Brothers                                      | "What a Man Gotta Do"        | [ 21 ] |
| 2020 | Lady Gaga e Ariana Grande                           | "Rain on Me"                 | [ 21 ] |
| 2020 | Taylor Swift                                        | "Lover"                      | [ 21 ] |
| 2021 | Justin Bieber (com part. de Daniel Caesar e Giveon) | "Peaches"                    | [ 22 ] |
| 2021 | BTS                                                 | "Butter"                     | [ 22 ] |
| 2021 | Billie Eilish                                       | "Therefore I Am"             | [ 22 ] |
| 2021 | Ariana Grande                                       | "Positions"                  | [ 22 ] |
| 2021 | Shawn Mendes                                        | "Wonder"                     | [ 22 ] |
| 2021 | Olivia Rodrigo                                      | "Good 4 U"                   | [ 22 ] |
| 2021 | Harry Styles                                        | "Treat People with Kindness" | [ 22 ] |
| 2021 | Taylor Swift                                        | "Willow"                     | [ 22 ] |
| 2022 | Harry Styles                                        | "As It Was"                  | [ 23 ] |
| 2022 | Billie Eilish                                       | "Happier Than Ever"          | [ 23 ] |
| 2022 | Doja Cat                                            | "Woman"                      | [ 23 ] |
| 2022 | Ed Sheeran                                          | "Shivers"                    | [ 23 ] |
| 2022 | Lizzo                                               | "About Damn Time"            | [ 23 ] |
| 2022 | Olivia Rodrigo                                      | "Traitor"                    | [ 23 ] |
| 2023 | Taylor Swift                                        | "Anti-Hero"                  | [ 24 ] |
| 2023 | Demi Lovato                                         | "Swine"                      | [ 24 ] |
| 2023 | Dua Lipa                                            | "Dance the Night"            | [ 24 ] |
| 2023 | Ed Sheeran                                          | "Eyes Closed"                | [ 24 ] |
| 2023 | Miley Cyrus                                         | "Flowers"                    | [ 24 ] |
| 2023 | Olivia Rodrigo                                      | "Vampire"                    | [ 24 ] |
| 2023 | Pink                                                | "Trustfall"                  | [ 24 ] |
| 2024 | Taylor Swift                                        | —                            | [ 25 ] |
| 2024 | Camila Cabello                                      | —                            | [ 25 ] |
| 2024 | Sabrina Carpenter                                   | —                            | [ 25 ] |
| 2024 | Dua Lipa                                            | —                            | [ 25 ] |
| 2024 | Tate McRae                                          | —                            | [ 25 ] |
| 2024 | Olivia Rodrigo                                      | —                            | [ 25 ] |
| 2025 | Alex Warren                                         | "Ordinary"                   | [ 26 ] |
| 2025 | Ariana Grande                                       | Brighter Days Ahead          | [ 26 ] |
| 2025 | Ed Sheeran                                          | "Sapphire"                   | [ 26 ] |
| 2025 | Lady Gaga e Bruno Mars                              | "Die with a Smile"           | [ 26 ] |
| 2025 | Rosé e Bruno Mars                                   | "Apt."                       | [ 26 ] |
| 2025 | Sabrina Carpenter                                   | "Manchild"                   | [ 26 ] |

## Artistas com várias vitórias
3 prêmios
- Britney Spears
- Taylor Swift

2 prêmios
- Ariana Grande
- No Doubt
- 'N Sync

## Artistas com várias indicações
7 indicações
- Britney Spears

6 indicações
- Ariana Grande
- Taylor Swift

5 indicações
- Ed Sheeran
- P!nk

4 indicações
- Beyoncé
- Bruno Mars
- Christina Aguilera
- Justin Bieber
- NSYNC
- Olivia Rodrigo

| 3 indicações - Billie Eilish - Katy Perry - Jonas Brothers - Lady Gaga - Harry Styles - Miley Cyrus - No Doubt |